# Mesochra bisetosa
Mesochra bisetosa is een eenoogkreeftjessoort uit de familie van de Canthocamptidae. De wetenschappelijke naam van de soort is voor het eerst geldig gepubliceerd in 2008 door Lee & Chang.